# Ambassade de Guinée en Serbie
L'Ambassade de Guinée en Serbie est une mission diplomatique de république de Guinée en Serbie.
L'ambassade est située à Belgrade, la capitale du pays.